# Cornelis sjunger Cornelis
Cornelis sjunger Cornelis är ett samlingsalbum med Cornelis Vreeswijk utgivet av Philips Records 1989.

## Låtlista
1. "En fattig trubadur"
2. "En vacker visa till Linnéa"
3. "Till Mtukwa Rosa Lind"
4. "Linnéa i galopp"
5. "Ofelia plockar krasse"
6. "Polaren Pär vid morgonstädningen"
7. "Till Linnéa via Leonard Cohen"
8. "Linnéas morgonpsalm"
9. "Jag och Bosse Lidén"
10. "Getinghonung à la Flamande"
11. "Polaren Pär hos det sociala"
12. "Den falska flickan"
13. "Getinghonung Provençale"
14. "Visa vid Nybroviken"
15. "Marcuses skog"
16. "Balladen om Nils Johan Einar Ferlin"
17. "Balladen om hurusom Don Quijote gick på en blåsning"
18. "Åh, vad jag var lycklig i natt"
19. "Balladen om den väpnade tiggaren"
20. "En halv böj blues"
21. "Håll Sverige rent, sa polaren Pär"
22. "Fredrik Åkares morgonpsalm"